# Vidimantas Domarkas
Vidimantas Domarkas (* 28. November 1965 in Kalniškiai, bei Stalgėnai, Rajon Plungė) ist ein litauischer konservativer Politiker und ehemaliger Vorsteher des Bezirks Telšiai.

## Leben
Nach dem Abitur an der Mittelschule absolvierte er 1979 das Diplomstudium der Chemie an der Vilniaus universitetas in Vilnius. Von 1996 bis 2000 arbeitete er als Sekretär in der Verwaltung des Bezirksleiters in Telšiai. 2000 gründete er ein Individualunternehmen (V. Domarko individuali įmonė). Ab 2004 leitete er als Direktor das Unternehmen UAB „Telšių regiono atliekų tvarkymo centras“. Von 1997 bis 2011 war er Mitglied im Rat der Rajongemeinde Plungė. Von 2009 bis 2010 war er Leiter des Bezirks Telšiai.
Domarkas ist Mitglied von Tėvynės sąjunga.
Domarkas hat mit seiner Frau einen Sohn und eine Tochter.